# IBM 사이먼

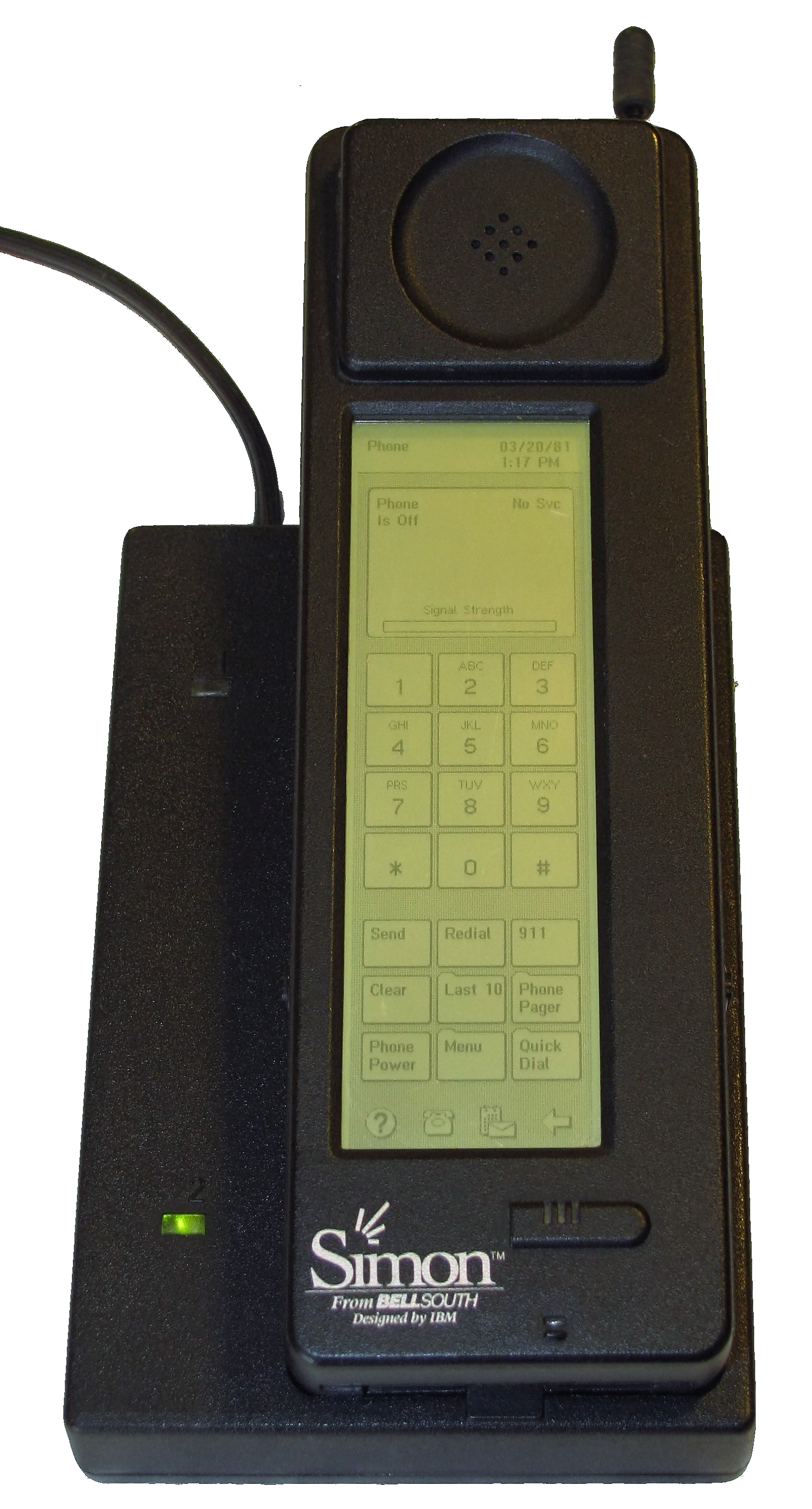
IBM 사이먼

IBM 사이먼 퍼스널 커뮤니케이터(IBM Simon Personal Communicator)는 IBM이 설계한 휴대용 휴대 전화이자 개인 정보 단말기이다. GS 88 "Penelope"이라는 개념이 "스마트 폰"(Smart Phone)으로 기술된 1997년에 스마트폰이라는 용어가 만들어졌지만, 사이먼 퍼스널 커뮤니케이터는 최초의 스마트폰으로 간주될 수 있다.
IBM과 벨사우스(Bellsouth)에서 공동 개발하였으며, 1992년 라스베가스에서 열린 컴덱스에서 전시되었다. 1993년 일반인들에게 시판되기 시작했고, 당시 가격은 899불이었으며 미국내 15개주 150개 도시에서 판매되었다. 발신/수신기능 만 있는 당시 휴대전화들과 달리 주소록, 세계시간, 계산기, 메모장, 이메일, 팩스, 오락 기능이 포함되었고 뿐만 아니라 최초로 터치스크린을 탑재하였다.